# Halálozások 1982-ben
Ez a szócikk az 1982-es évben elhunyt nevezetes személyeket sorolja fel.

## Ismeretlen hónap
| Dátum          | Név             | Foglalkozás / tisztség | Kor | Forrás |
| -------------- | --------------- | ---------------------- | --- | ------ |
| Ismeretlen nap | Cristina Gálvez | perui szobrász         | 066 |        |

## December
| Dátum        | Név                     | Foglalkozás / tisztség                                                         | Kor | Forrás |
| ------------ | ----------------------- | ------------------------------------------------------------------------------ | --- | ------ |
| december 31. | Kurt Otto Friedrichs    | német-amerikai matematikus                                                     | 081 |        |
| december 30. | Philip Hall             | angol matematikus                                                              | 078 |        |
| december 30. | Alberto Vargas          | perui-amerikai festő                                                           | 086 |        |
| december 29. | Grégoire Michonze       | román (moldovai) származású francia festő                                      | 080 |        |
| december 27. | Jack Swigert            | amerikai űrhajós (Apollo–13), politikus                                        | 051 |        |
| december 25. | Helen Foster            | amerikai filmszínésznő                                                         | 076 |        |
| december 24. | Maurice Biraud          | francia színész, humorista                                                     | 060 |        |
| december 23. | Jack Webb               | amerikai színész, forgatókönyvíró, rendező, producer                           | 062 |        |
| december 20. | Jane Arden              | brit-walesi színésznő, költő, dalszövegíró, filmrendező                        | 055 |        |
| december 19. | Dwight Macdonald        | amerikai író, filmkritikus, filozófus, társadalomkritikus, radikális politikus | 076 |        |
| december 19. | Terence O'Brien         | olimpiai ezüstérmes (1928) brit evezős                                         | 075 |        |
| december 19. | Edgar Puusepp           | észt birkózó                                                                   | 071 |        |
| december 19. | Frederick Terman        | amerikai elektromérnök, a Szilícium-völgy egyik létrehozója                    | 082 |        |
| december 18. | Bernard Malivoire       | olimpiai bajnok (1952) francia evezős                                          | 044 |        |
| december 17. | Big Joe Williams        | amerikai blues-gitáros                                                         | 079 |        |
| december 17. | Karel Šejna             | cseh hegedűművész és karmester                                                 | 086 |        |
| december 16. | Sofía Cancino de Cuevas | mexikói zeneszerző, zongoraművész                                              | 085 |        |
| december 9.  | Fritz Usinger           | német író, költő, esszéista, műfordító                                         | 087 |        |
| december 8.  | Marty Robbins           | amerikai énekes, színész és NASCAR-autóversenyző                               | 057 |        |
| december 8.  | Jozef Slagveer          | suriname-i újságíró, író                                                       | 042 |        |
| december 8.  | Ján Smrek               | szlovák író, költő, újságíró                                                   | 083 |        |
| december 7.  | George Kistiakowsky     | ukrán származású amerikai fizikokémikus                                        | 082 |        |
| december 7.  | Will Lee                | amerikai színész                                                               | 074 |        |
| december 7.  | Edvard Westerlund       | olimpiai bajnok (1924) finn birkózó                                            | 081 |        |

## November
| Dátum        | Név                             | Foglalkozás / tisztség                                                  | Kor | Forrás                                                     |
| ------------ | ------------------------------- | ----------------------------------------------------------------------- | --- | ---------------------------------------------------------- |
| november 30. | Léon Croizat                    | francia-olasz származású venezuelai botanikus, biogeográfus             | 088 |                                                            |
| november 30. | Verna Fields                    | amerikai filmvágó                                                       | 064 |                                                            |
| november 30. | Rolf Wanka                      | osztrák színész                                                         | 081 |                                                            |
| november 30. | Vilém Závada                    | cseh költő, író, műfordító                                              | 077 |                                                            |
| november 29. | Afrânio do Amaral               | brazil herpetológus                                                     | 087 | –                                                          |
| november 29. | Paolo Monti                     | olasz épület-fotográfus                                                 | 074 |                                                            |
| november 29. | Percy Williams                  | olimpiai bajnok (1928) kanadai rövidtávfutó                             | 074 |                                                            |
| november 27. | Dinah Silveira de Queiroz       | brazil író                                                              | 071 |                                                            |
| november 26. | Juhan Aavik                     | észt zeneszerző, karmester, zenepedagógus                               | 098 | Archiválva 2007. június 7-i dátummal a Wayback Machine-ben |
| november 26. | Willy Schärer                   | olimpiai ezüstérmes (1924) svájci középtávfutó                          | 079 |                                                            |
| november 25. | Carlos Borja                    | olimpiai bronzérmes (1936) mexikói kosárlabdázó                         | 069 |                                                            |
| november 24. | Házy Erzsébet                   | Kossuth- és Liszt Ferenc-díjas operaénekesnő (szoprán), színésznő       | 053 | –                                                          |
| november 24. | id. Barack Obama                | kenyai közgazdász, Barack Obama amerikai elnök apja                     | 046 |                                                            |
| november 24. | Eino Penttilä                   | olimpiai bronzérmes (1932) finn gerelyhajító                            | 076 |                                                            |
| november 23. | Adoniran Barbosa                | brazil zeneszerző, énekes, színész, humorista                           | 072 |                                                            |
| november 23. | Lima Barreto                    | brazil filmrendező                                                      | 076 |                                                            |
| november 22. | Arturo Rodríguez Jurado         | olimpiai bajnok (1928) argentin ökölvívó                                | 075 |                                                            |
| november 22. | James G. Oldroyd                | angol matematikus és reológus                                           | 061 | –                                                          |
| november 22. | Stanisław Ostrowski             | lengyel orvos, politikus, a Lengyel Emigráns Kormány elnöke (1972–1979) | 090 |                                                            |
| november 21. | Lee Patrick                     | amerikai színésznő                                                      | 080 |                                                            |
| november 19. | Erving Goffman                  | kanadai-amerikai szociológus, szociálpszichológus                       | 060 |                                                            |
| november 19. | Helena Syrkusowa                | lengyel építész                                                         | 082 |                                                            |
| november 17. | Ruth Donnelly                   | amerikai színésznő                                                      | 086 |                                                            |
| november 17. | Eduard Tubin                    | észt zeneszerző és karmester                                            | 077 |                                                            |
| november 16. | Al Haig                         | amerikai dzsesszzongorista                                              | 060 |                                                            |
| november 15. | Jan Wacław Zawadowski           | lengyel festő                                                           | 091 |                                                            |
| november 12. | Patrick Cowley                  | amerikai zeneszerző, zenei producer, énekes                             | 032 |                                                            |
| november 12. | Eduardo Mallea                  | argentin író és diplomata                                               | 079 |                                                            |
| november 12. | Dorothy Round                   | angol teniszező                                                         | 073 |                                                            |
| november 10. | Leonyid Brezsnyev               | szovjet politikus, államfő, az SZKP főtitkára (1964–1982)               | 075 |                                                            |
| november 10. | Elio Petri                      | olasz filmrendező, forgatókönyvíró, filmkritikus                        | 053 |                                                            |
| november 10. | Helen Sharsmith                 | amerikai botanikus                                                      | 077 |                                                            |
| november 7.  | Aníbal Ciocca                   | uruguayi labdarúgó                                                      | 066 | –                                                          |
| november 7.  | Salvador Contreras              | mexikói zebeszerző, hegedűművész, karmester                             | 071 |                                                            |
| november 6.  | Paul Balog                      | magyar-olasz régész, numizmatikus                                       | 082 |                                                            |
| november 6.  | Austin L. Rand                  | kanadai ornitológus                                                     | 076 |                                                            |
| november 5.  | Theresa Hak Kyung Cha           | dél-koreai származású amerikai író                                      | 031 |                                                            |
| november 4.  | Dominique Dunne                 | amerikai színésznő                                                      | 022 |                                                            |
| november 4.  | Alicia Penalba                  | argentin szobrász                                                       | 069 |                                                            |
| november 2.  | Vaszilij Vasziljevics Rugyenkov | olimpiai bajnok (1960) szovjet kalapácsvető                             | 051 |                                                            |
| november 1.  | James Broderick                 | amerikai színész                                                        | 055 |                                                            |
| november 1.  | Jun John Sakurai                | japán-amerikai részecskefizikus                                         | 049 |                                                            |

## Október
| Dátum       | Név                                     | Foglalkozás / tisztség                                                      | Kor | Forrás |
| ----------- | --------------------------------------- | --------------------------------------------------------------------------- | --- | ------ |
| október 28. | Robert d'Escourt Atkinson               | brit csillagász, fizikus, feltaláló                                         | 084 |        |
| október 26. | Monica Wilson                           | dél-afrikai antropológus                                                    | 074 |        |
| október 26. | Valerio Zurlini                         | olasz forgatókönyvíró, filmrendező                                          | 056 |        |
| október 22. | Paula Heimann                           | német-brit pszichoanalitikus, pszichiáter                                   | 083 |        |
| október 22. | Richard Hugo                            | amerikai költő                                                              | 058 |        |
| október 22. | Leo Losert                              | olimpiai bronzérmes (1928) osztrák evezős                                   | 079 |        |
| október 21. | Radka Toneff                            | norvég énekesnő, dzsessz-zenész, zeneszerző                                 | 030 |        |
| október 19. | Iorwerth Cyfeiliog Peate                | walesi költő                                                                | 081 |        |
| október 18. | Bess Truman (Elizabeth Virginia Truman) | amerikai közéleti személyiség, Harry S. Truman amerikai elnök felesége      | 097 |        |
| október 16. | Jakov Gotovac                           | horvát zeneszerző és karmester                                              | 087 |        |
| október 15. | Selye János                             | osztrák–magyar származású kanadai vegyész, belgyógyász, endokrinológus      | 075 |        |
| október 14. | Virginia Fox                            | amerikai színésznő                                                          | 080 |        |
| október 14. | Otto von Porat                          | olimpiai bajnok (1924) norvég ökölvívó                                      | 079 |        |
| október 13. | Tudor Ciortea                           | román zeneszerző                                                            | 078 |        |
| október 11. | John Brahm                              | német származású amerikai filmrendező                                       | 089 | [ 2 ]  |
| október 8.  | Fernando Lamas                          | argentin-amerikai színész és filmrendező                                    | 066 |        |
| október 8.  | Philip Noel-Baker                       | Nobel-békedíjas (1959) brit politikus, diplomata és olimpikon hosszútávfutó | 092 |        |
| október 8.  | Giorgio Ursi                            | olimpiai ezüstérmes (1964) szlovén nemzetiségű olasz kerékpárversenyző      | 040 |        |
| október 7.  | Guido Chiarelli                         | olasz elektromérnök, világítástechnikus                                     | 080 |        |
| október 7.  | Alejandro Núñez Alonso                  | spanyol újságíró, író, forgatókönyvíró                                      | 077 |        |
| október 6.  | Aleksandrs Klinklāvs                    | lett építész                                                                | 083 |        |
| október 6.  | Miguel Ydígoras Fuentes                 | guatemalai politikus, államelnök (1958–1963)                                | 086 |        |
| október 5.  | Séamus Ennis                            | ír zenész, énekes, népzenegyűjtő                                            | 063 |        |
| október 4.  | Václav Kaplický                         | cseh író                                                                    | 087 |        |
| október 4.  | Sztéphanosz Sztephanópulosz             | görög politikus, miniszterelnök (1965–1966)                                 | 084 | –      |
| október 3.  | Vivien Merchant                         | angol színésznő                                                             | 053 |        |
| október 2.  | Bob Lynch                               | ír gitáros, énekes, népzenész                                               | 047 |        |
| október 1.  | Friedrich Bachmann                      | német matematikus                                                           | 073 |        |

## Szeptember
| Dátum          | Név                            | Foglalkozás / tisztség                                               | Kor | Forrás |
| -------------- | ------------------------------ | -------------------------------------------------------------------- | --- | ------ |
| szeptember 30. | H. W. Janson                   | német-amerikai művészettörténész, múzeumigazgató                     | 068 |        |
| szeptember 28. | Francisco de Ascensão Mendonça | portugál botanikus                                                   | 093 |        |
| szeptember 26. | Paul Kollsman                  | német származású amerikai mérnök, feltaláló                          | 082 | [ 4 ]  |
| szeptember 24. | Sarah Churchill                | angol színésznő, Winston Churchill miniszterelnök lánya              | 067 |        |
| szeptember 24. | John Gardner                   | amerikai író, esszéíró, irodalomkritikus                             | 049 |        |
| szeptember 23. | Jimmy Wakely                   | amerikai színész, country énekes                                     | 068 |        |
| szeptember 21. | Constantine Walter Benson      | brit ornitológus                                                     | 073 |        |
| szeptember 15. | Karen Aabye                    | dán író, újságíró                                                    | 077 |        |
| szeptember 14. | Christian Ferras               | francia hegedűművész                                                 | 049 |        |
| szeptember 14. | Alberto González Domínguez     | argentin matematikus                                                 | 078 |        |
| szeptember 12. | Federico Moreno Torroba        | spanyol zeneszerző, főként zarzuleákat alkotott                      | 091 |        |
| szeptember 11. | Wifredo Lam                    | kubai festő                                                          | 079 |        |
| szeptember 9.  | Antonín Bartoň                 | világbajnoki ezüstérmes (1933) cseh sífutó                           | 073 |        |
| szeptember 7.  | Kemal Pir                      | török politikus, forradalmár, a Kurdisztáni Munkáspárt alapító tagja | 030 | –      |
| szeptember 4.  | Jean Boudehen                  | olimpiai ezüstérmes (1964) francia kenus                             | 043 |        |
| szeptember 4.  | Raúl Fernández Robert          | olimpiai bronzérmes (1936) mexikói kosárlabdázó                      | 076 |        |
| szeptember 2.  | Marvin Stalder                 | olimpiai bajnok (1928) amerikai evezős                               | 076 |        |
| szeptember 1.  | Clifford Curzon                | angol zongoraművész                                                  | 075 |        |
| szeptember 1.  | Władysław Gomułka              | lengyel kommunista politikus, pártvezető                             | 077 |        |

## Augusztus
| Dátum         | Név                              | Foglalkozás / tisztség                                         | Kor | Forrás                                                      |
| ------------- | -------------------------------- | -------------------------------------------------------------- | --- | ----------------------------------------------------------- |
| augusztus 29. | Grace Berlin                     | amerikai ökológus, ornitológus, történész                      | 085 |                                                             |
| augusztus 27. | Georges Neveux                   | francia drámaíró, forgatókönyvíró                              | 082 |                                                             |
| augusztus 25. | Anna German                      | lengyel énekesnő, lengyel és orosz nyelvű albumai jelentek meg | 046 |                                                             |
| augusztus 25. | Claude Frédéric-Armand Schaeffer | francia régész                                                 | 084 |                                                             |
| augusztus 25. | Hans van Tongeren                | holland színész                                                | 027 |                                                             |
| augusztus 24. | Giorgio Abetti                   | olasz fizikus és csillagász                                    | 099 |                                                             |
| augusztus 24. | Eoghan Ó Tuairisc                | ír költő, író                                                  | 063 |                                                             |
| augusztus 20. | Clyde King                       | olimpiai bajnok (1920) amerikai evezős                         | 083 |                                                             |
| augusztus 20. | Edward Ludwig                    | oroszországi születésű amerikai filmrendező, forgatókönyvíró   | 082 |                                                             |
| augusztus 20. | Václav Voska                     | cseh színész                                                   | 063 |                                                             |
| augusztus 19. | Ago Neo                          | olimpiai ezüstérmes (1936) észt birkózó                        | 074 |                                                             |
| augusztus 18. | Carlos Botelho                   | portugál festő, illusztrátor, karikaturista                    | 082 |                                                             |
| augusztus 17. | Ruth First                       | dél-afrikai politikus, apartheidellenes aktivista              | 057 |                                                             |
| augusztus 17. | Barney Phillips                  | amerikai színész                                               | 068 |                                                             |
| augusztus 17. | Herbert Tobias                   | német fotográfus                                               | 057 |                                                             |
| augusztus 16. | Charles Ackerly                  | olimpiai bajnok (1920) amerikai birkózó                        | 084 |                                                             |
| augusztus 14. | Nyikolaj Jefimov                 | szovjet-orosz matematikus                                      | 072 |                                                             |
| augusztus 14. | Patrick Magee                    | északír színész                                                | 060 | [ 6 ]                                                       |
| augusztus 13. | Charles Walters                  | amerikai filmrendező, koreográfus                              | 070 |                                                             |
| augusztus 13. | Adam Ważyk                       | lengyel költő, író, esszéíró                                   | 076 |                                                             |
| augusztus 12. | Tomás Romero Pereira             | paraguayi politikus, köztársasági elnök                        | 095 | –                                                           |
| augusztus 11. | Luís Antônio de Carvalho Ferraz  | brazil katonatiszt, mérnök, oceanográfus, Antarktisz-kutató    | 042 | Archiválva 2022. április 2-i dátummal a Wayback Machine-ben |
| augusztus 9.  | Abel Manta                       | portugál festő, építész                                        | 093 |                                                             |
| augusztus 9.  | José Nieto                       | spanyol színész                                                | 079 |                                                             |
| augusztus 8.  | Eric Brandon                     | angol autóversenyző és üzletember                              | 062 |                                                             |
| augusztus 5.  | John Charnley}                   | brit ortopéd orvos, technikus                                  | 070 |                                                             |
| augusztus 4.  | Nemes-Nótás Károly               | kerékpárversenyző, olimpikon (1936)                            | 070 |                                                             |
| augusztus 4.  | Ñico Saquito                     | kubai dalszerző, gitáros, énekes                               | 081 |                                                             |
| augusztus 2.  | Cathleen Nesbitt                 | brit színésznő                                                 | 093 |                                                             |
| augusztus 1.  | Otto Bayer                       | német kémikus                                                  | 079 |                                                             |

## Július
| Dátum      | Név                                   | Foglalkozás / tisztség                                       | Kor | Forrás |
| ---------- | ------------------------------------- | ------------------------------------------------------------ | --- | ------ |
| július 28. | Keith Green                           | amerikai gospelzenész, énekes, dalszerző                     | 028 |        |
| július 28. | Coert Steynberg                       | dél-afrikai szobrász                                         | 077 |        |
| július 27. | Hilda James                           | olimpiai ezüstérmes (1920) brit úszó                         | 078 |        |
| július 26. | Gottfred Eickhoff                     | dán szobrász                                                 | 080 |        |
| július 26. | Ricardo Pérez Godoy                   | perui katonatiszt, politikus, köztársasági elnök (1962–1963) | 077 |        |
| július 25. | Hal Foster                            | kanadai-amerikai képregényalkotó                             | 089 |        |
| július 25. | Okada Kenzó                           | japán-amerikai festő                                         | 079 |        |
| július 24. | Jean Girault                          | francia forgatókönyvíró, filmrendező                         | 058 |        |
| július 24. | Florence Henri                        | svájci fotográfus és festőművész                             | 089 |        |
| július 23. | Erik Wilén                            | olimpiai ezüstérmes (1924) finn rövidtávfutó                 | 084 |        |
| július 20. | Okot p'Bitek                          | ugandai író, költő, tanár                                    | 051 |        |
| július 12. | Kenneth More                          | angol színész                                                | 067 |        |
| július 11. | Andrej Plávka                         | szlovák költő, író                                           | 074 |        |
| július 11. | Meša Selimović                        | jugoszláv író                                                | 072 |        |
| július 10. | Karl Hein                             | olimpiai bajnok (1936) német kalapácsvető                    | 074 |        |
| július 10. | Gustav Heinrich Ralph von Koenigswald | német geológus, paleontológus, antropológus                  | 079 |        |
| július 10. | Maria Jeritza                         | cseh-amerikai operaénekesnő                                  | 094 |        |
| július 9.  | Helge Kjærulff-Schmidt                | dán színész                                                  | 076 |        |
| július 8.  | Agustí Bartra i Lleonart              | katalán költő, író, műfordító                                | 073 |        |
| július 8.  | Gunnar Eriksson                       | olimpiai bajnok (1948) svéd sífutó                           | 061 |        |
| július 8.  | Isa Miranda                           | olasz színésznő                                              | 077 |        |
| július 7.  | Edgar Lobel                           | román származású brit ókorkutató, papirológus                | 093 |        |
| július 7.  | Tommy Loughran                        | amerikai ökölvívó                                            | 079 |        |
| július 7.  | Hermann Thimig                        | osztrák színész és rendező                                   | 091 |        |
| július 7.  | Raymond Louis Wilder                  | amerikai matematikus                                         | 085 |        |
| július 6.  | Alma Reville                          | forgatókönyvíró, filmvágó, Alfred Hitchcock felesége         | 082 |        |
| július 4.  | Antonio Guzmán Fernández              | dominikai politikus, államelnök (1978–1982)                  | 071 |        |

## Június
| Dátum      | Név                       | Foglalkozás / tisztség                                                           | Kor | Forrás |
| ---------- | ------------------------- | -------------------------------------------------------------------------------- | --- | ------ |
| június 29. | Gunnar Aagaard Andersen   | dán festő, szobrász, építész                                                     | 062 |        |
| június 29. | Pierre Balmain            | francia ruhatervező (haute couture)                                              | 068 |        |
| június 29. | Henry King                | amerikai színész és filmrendező                                                  | 096 |        |
| június 28. | Adolf Portmann            | svájci zoológus, antropológus, természetfilozófus                                | 085 |        |
| június 26. | Charles Courant           | olimpiai ezüstérmes (1920) svájci birkózó                                        | 086 |        |
| június 26. | Alfredo Marceneiro        | portugál fado-énekes                                                             | 091 |        |
| június 26. | Alexander Mitscherlich    | német orvos, pszichoanalitikus, író                                              | 073 |        |
| június 25. | Ed Hamm                   | olimpiai bajnok (1928) amerikai távolugró                                        | 076 |        |
| június 22. | Charles Chandler          | olimpiai bajnok (1932) amerikai evezős                                           | 070 |        |
| június 22. | Alexandra Wolff Stomersee | balti német származású olasz pszichológus                                        | 087 |        |
| június 21. | Nafissatou Niang Diallo   | szenegáli író                                                                    | 041 |        |
| június 21. | Hendrik Wade Bode         | holland származású amerikai kutató, villamosmérnök                               | 076 |        |
| június 18. | Djuna Barnes              | amerikai költő, író, drámaíró, újságíró                                          | 090 |        |
| június 18. | Roberto Calvi             | olasz bankár                                                                     | 062 | [ 7 ]  |
| június 18. | John Cheever              | amerikai író                                                                     | 070 |        |
| június 18. | Curd Jürgens              | német-osztrák színész                                                            | 066 |        |
| június 17. | Zdeněk Kalista            | cseh történész, költő, író, műfordító                                            | 081 |        |
| június 16. | Helen Jean Brown          | amerikai botanikus, algológus                                                    | 078 |        |
| június 16. | James Honeyman-Scott      | brit gitáros, a Pretenders együttes tagja                                        | 025 |        |
| június 16. | Václav Mottl              | olimpiai bajnok (1936) cseh kenus                                                | 068 |        |
| június 14. | Rafael Davidovics Gracs   | olimpiai ezüstérmes (1956) szovjet gyorskorcsolyázó                              | 049 |        |
| június 13. | John A. Lee               | új-zélandi író, politikus                                                        | 090 |        |
| június 12. | Otto Brunner              | osztrák történész                                                                | 084 |        |
| június 12. | Marie Rambert             | orosz-brit balett-táncosnő, balettoktató                                         | 094 |        |
| június 10. | Gala Dalí                 | orosz származású modell, képzőművész, Paul Éluard, később Salvador Dalí felesége | 087 |        |
| június 6.  | Caitlín Maude             | ír költő, zenész, énekesnő                                                       | 041 |        |
| június 6.  | Kenneth Rexroth           | amerikai költő, műfordító, kritikus                                              | 076 |        |
| június 5.  | Roger Bonvin              | svájci politikus, a Szövetségi Tanács elnöke (1973)                              | 074 |        |
| június 5.  | Olle Hellbom              | svéd forgatókönyvíró, filmrendező, producer                                      | 056 |        |
| június 4.  | Hermanni Pihlajamäki      | olimpiai bajnok (1932) finn birkózó                                              | 078 |        |
| június 3.  | Ronald Duncan             | angol író, drámaíró                                                              | 067 |        |
| június 2.  | Jiří Brdečka              | cseh író, újságíró, forgatókönyvíró, illusztrátor, filmrendező                   | 064 |        |

## Május
| Dátum     | Név                       | Foglalkozás / tisztség                                       | Kor | Forrás                                                       |
| --------- | ------------------------- | ------------------------------------------------------------ | --- | ------------------------------------------------------------ |
| május 31. | Carlo Mauri               | olasz hegymászó, felfedező                                   | 052 |                                                              |
| május 31. | Carlo Tagliavini          | olasz nyelvész, nyelvtörténész                               | 078 |                                                              |
| május 29. | Romy Schneider            | kétszeres César-díjas német–francia színésznő                | 043 |                                                              |
| május 28. | Alexander Hurd            | olimpiai ezüstérmes (1932) kanadai gyorskorcsolyázó          | 071 |                                                              |
| május 28. | Carlo Miranda             | olasz matematikus                                            | 069 |                                                              |
| május 28. | Herbert Wagner            | német repülőmérnök, aerodinamikus                            | 082 |                                                              |
| május 26. | Guillermo Flores Avendaño | guatemalai katonatiszt, politikus, államelnök (1957–58)      | 087 | Archiválva 2020. október 19-i dátummal a Wayback Machine-ben |
| május 22. | Jay Laurence Lush         | amerikai genetikus, állattenyésztési kutató                  | 086 |                                                              |
| május 22. | Cevdet Sunay              | török katonatiszt, politikus, köztársasági elnök (1966–1973) | 083 |                                                              |
| május 21. | Marco Cimatti             | olimpiai bajnok (1932) olasz kerékpáros                      | 069 |                                                              |
| május 21. | Mieczysław Łoza           | lengyel színész                                              | 066 |                                                              |
| május 20. | Merle Tuve                | amerikai geofizikus                                          | 080 |                                                              |
| május 17. | Władysława Markiewiczówna | lengyel zongoraművész, zeneszerző, zenepedagógus             | 082 |                                                              |
| május 16. | Jerzy Krzysztoń           | lengyel író, drámaíró, műfordító                             | 051 |                                                              |
| május 14. | Hugh Beaumont             | amerikai színész                                             | 073 |                                                              |
| május 13. | Renzo Rossellini          | olasz filmzeneszerző, zenekritikus                           | 074 |                                                              |
| május 13. | Věra Suková               | cseh teniszező                                               | 050 |                                                              |
| május 12. | Humphrey Searle           | angol zeneszerző                                             | 066 |                                                              |
| május 5.  | Irmgard Keun              | német író                                                    | 077 |                                                              |
| május 2.  | Salomon Bochner           | amerikai matematikus                                         | 082 |                                                              |
| május 2.  | Hugh Marlowe              | amerikai színész                                             | 071 |                                                              |
| május 3.  | Henri Tajfel              | brit pszichológus                                            | 062 |                                                              |
| május 1.  | Margaret Sheridan         | amerikai színésznő                                           | 055 |                                                              |

## Április
| Dátum       | Név                    | Foglalkozás / tisztség                            | Kor | Forrás                                                      |
| ----------- | ---------------------- | ------------------------------------------------- | --- | ----------------------------------------------------------- |
| április 30. | Lester Bangs           | amerikai újságíró, zenekritikus, zenész           | 033 |                                                             |
| április 30. | Ingemar Hedenius       | svéd filozófus                                    | 074 |                                                             |
| április 27. | Tom Tully              | amerikai színész                                  | 073 |                                                             |
| április 24. | Sigrid Horne-Rasmussen | dán színésznő                                     | 066 |                                                             |
| április 23. | María Luisa Pacheco    | bolíviai-amerikai festő                           | 062 | Archiválva 2022. április 4-i dátummal a Wayback Machine-ben |
| április 23. | Rebelo Gonçalves       | portugál nyelvész, lexikográfus, szótárszerkesztő | 074 |                                                             |
| április 20. | Archibald MacLeish     | amerikai költő                                    | 089 |                                                             |
| április 20. | Edgar Norris           | olimpiai bronzérmes (1928) kanadai evezős         | 079 |                                                             |
| április 15. | Arthur Lowe            | brit színész                                      | 066 |                                                             |
| április 9.  | Kirill Florenszkij     | orosz geokémikus és csillagász                    | 066 | –                                                           |
| április 7.  | Harald Ertl            | osztrák autóversenyző                             | 033 |                                                             |
| április 6.  | Štefan Hoza            | szlovák operaénekes, színész, zenepedagógus       | 075 |                                                             |
| április 6.  | Joseph Kampé de Fériet | francia matematikus, áramlástan-kutató            | 088 |                                                             |
| április 3.  | Warren Oates           | amerikai színész                                  | 053 |                                                             |

## Március
| Dátum       | Név                            | Foglalkozás / tisztség                                           | Kor | Forrás |
| ----------- | ------------------------------ | ---------------------------------------------------------------- | --- | ------ |
| március 30. | Armando Filiput                | Európa-bajnok (1950) olasz rövidtávfutó                          | 058 |        |
| március 29. | Hector Heusghem                | belga kerékpárversenyző                                          | 092 |        |
| március 28. | William Giauque                | Nobel-díjas amerikai kémikus                                     | 086 |        |
| március 27. | Betty Schade                   | németországi születésű amerikai színésznő                        | 087 |        |
| március 23. | Sonny Greer                    | amerikai dzsesszdobos                                            | 086 |        |
| március 23. | Mario Praz                     | olasz újságíró, irodalom- és művészetkritikus                    | 085 |        |
| március 22. | Farkas Miklós (Nicolas Farkas) | magyar-amerikai operatőr, filmrendező                            | 091 |        |
| március 21. | Mazlum Doğan                   | kurd újságíró, politikus, a Kurdisztáni Munkáspárt alapító tagja | 027 |        |
| március 21. | Raymond Talleux                | olimpiai ezüstérmes (1924) francia evezős                        | 081 |        |
| március 18. | Charles Rampelberg             | olimpiai bronzérmes (1932) francia kerékpárversenyző             | 072 |        |
| március 17. | Hanna Czeczottowa              | lengyel ősnövénykutató                                           | 094 |        |
| március 16. | Walter Rangeley                | olimpiai ezüstérmes (1928) angol rövidtávfutó                    | 078 |        |
| március 16. | Andrej Žarnov                  | szlovák író és orvos                                             | 078 |        |
| március 12. | Johan Wilhelm Rangell          | finn politikus, miniszterelnök (1941–1943)                       | 087 |        |
| március 11. | Edmund Cooper                  | angol író                                                        | 055 |        |
| március 10. | Erik Larsson                   | olimpiai bajnok (1936) svéd sífutó                               | 069 |        |
| március 10. | Lubomír Nácovský               | olimpiai bronzérmes (1964) cseh sportlövő                        | 046 |        |
| március 10. | Milo Urban                     | szlovák író, műfordító, újságíró                                 | 077 |        |
| március 8.  | Adolf Benš                     | cseh építész, urbanista                                          | 087 |        |
| március 8.  | Rab Butler                     | brit politikus, miniszter, államtitkár                           | 079 |        |
| március 7.  | Ida Barney                     | amerikai csillagász                                              | 095 |        |
| március 7.  | Konrad Wolf                    | német (NDK) filmrendező                                          | 056 |        |
| március 6.  | Nyikolaj Bjelov                | szovjet-orosz krisztallográfus és geokémikus                     | 090 |        |
| március 4.  | Dorothy Eden                   | új-zélandi író                                                   | 069 |        |
| március 4.  | Douglas Kertland               | kanadai építész és olimpiai bronzérmes (1908) evezős             | 094 |        |
| március 3.  | Raymond O. Faulkner            | angol egyiptológus                                               | 087 |        |
| március 2.  | Philip K. Dick                 | amerikai sci-fi író                                              | 053 |        |

## Február
| Dátum       | Név                 | Foglalkozás / tisztség                                | Kor | Forrás |
| ----------- | ------------------- | ----------------------------------------------------- | --- | ------ |
| február 27. | Maria Kownacka      | lengyel író, műfordító, gyermekkkönyvíró              | 087 |        |
| február 26. | Paco Martínez Soria | spanyol színész és színházigazgató                    | 079 |        |
| február 25. | Christian Schad     | német festőművész                                     | 087 |        |
| február 24. | Virginia Bruce      | amerikai színésznő, énekesnő                          | 071 |        |
| február 23. | Leonyid Szpirin     | olimpiai bajnok (1956) szovjet atléta                 | 049 |        |
| február 20. | René Dubos          | francia-amerikai mikrobiológus, ökológus              | 081 |        |
| február 18. | Ngaio Marsh         | új-zélandi író és színházrendező                      | 086 |        |
| február 16. | Barta Tamás         | gitáros, énekes, zeneszerző                           | 033 |        |
| február 14. | Antonio Casas       | galiciai színész és labdarúgó                         | 071 |        |
| február 14. | W. Lee Wilder       | amerikai filmrendező, Billy Wilder filmrendező bátyja | 077 |        |
| február 12. | Victor Jory         | kanadai-amerikai színész                              | 079 |        |
| február 11. | Rudolf Fabry        | szlovák költő, író, grafikus                          | 067 |        |
| február 11. | Andreas Knudsen     | olimpiai ezüstérmes (1920) norvég evezős              | 094 |        |
| február 10. | Françoise Henry     | francia régész, művészettörténész                     | 079 |        |
| február 6.  | Ben Nicholson       | angol festő                                           | 087 |        |
| február 5.  | Antero Ojala        | olimpiai bronzérmes (1936) finn gyorskorcsolyázó      | 065 |        |
| február 5.  | Viliam Záborský     | szlovák színész                                       | 061 |        |
| február 4.  | Sue Carol           | amerikai színésznő                                    | 075 |        |
| február 3.  | Efraín Huerta       | mexikói költő, újságíró                               | 067 | [ 9 ]  |
| február 2.  | Paulino Frydman     | lengyel-argentin sakkozó                              | 076 |        |

## Január
| Dátum      | Név                   | Foglalkozás / tisztség                           | Kor | Forrás |
| ---------- | --------------------- | ------------------------------------------------ | --- | ------ |
| január 30. | Stanley Holloway      | angol színész, humorista                         | 091 |        |
| január 29. | Roger Stanier         | kanadai mikrobiológus                            | 065 |        |
| január 24. | Alfredo Ovando Candía | bolíviai katonatiszt, politikus, államelnök      | 063 |        |
| január 24. | María Teresa Prieto   | spanyol-asztúriai zeneszerző                     | 085 |        |
| január 22. | Alfons Dorfner        | olimpiai bajnok (1936) osztrák kenus             | 070 |        |
| január 22. | Penelope Dudley-Ward  | angol színésznő                                  | 067 |        |
| január 22. | Eduardo Frei Montalva | chilei politikus, köztársasági elnök (1964–1970) | 071 |        |
| január 21. | Elvio Banchero        | olimpiai bronzérmes (1928) olasz labdarúgó       | 077 |        |
| január 19. | Elis Regina           | brazil énekesnő                                  | 036 |        |
| január 19. | Marya Zaturenska      | Pulitzer-díjas amerikai költő                    | 079 |        |
| január 18. | Juan O'Gorman         | mexikói festő és építész                         | 076 |        |
| január 17. | Herbert Richardson    | olimpiai bronzérmes (1928) kanadai evezős        | 078 |        |
| január 16. | Harald Agersnap       | dán zeneszerző, zongoraművész, csellista         | 082 |        |
| január 15. | Ramón J. Sender       | spanyol író                                      | 080 | [ 10 ] |
| január 10. | Paul Lynde            | amerikai színész                                 | 055 |        |
| január 9.  | Tora Dahl             | svéd író                                         | 095 | [ 11 ] |
| január 8.  | Grégoire Aslan        | örmény származású francia színész                | 073 |        |
| január 8.  | Reta Shaw             | amerikai színésznő                               | 069 |        |
| január 5.  | Hans Conried          | amerikai színész, komikus                        | 064 |        |
| január 2.  | Victor Fontan         | francia kerékpárversenyző                        | 089 |        |
| január 1.  | Estella Blain         | francia színésznő                                | 051 |        |
| január 1.  | Victor Buono          | amerikai színész                                 | 043 |        |